# Friedrich Karl Entress
Friedrich Karl Hermann Entress (8 de diciembre de 1914 - 28 de mayo de 1947) fue un médico de campo alemán en varios campos de concentración y exterminio durante la Segunda Guerra Mundial . Realizó experimentos médicos con humanos en Auschwitz e introdujo allí el procedimiento de inyectar dosis letales de fenol directamente en el corazón de los prisioneros. Fue capturado por los aliados en 1945, condenado a muerte en los juicios del campo de Mauthausen-Gusen y ejecutado en 1947. 